# Goran Gavrančić
Goran Gavrančić (kyrillisch Горан Гавранчић; * 2. August 1978 in Belgrad) ist ein serbischer Fußballspieler. 
Er spielt derzeit beim serbischen Fußballverein FK Partizan Belgrad. Seine Position ist die Innenverteidigung. 

## Karriere
Er spielte von 1988 bis 1990 für den FK Vinča. Anschließend wechselte er zu einem Jugendteam des serbischen Spitzenvereins FK Roter Stern Belgrad und spielte dort bis 1995. Dann spielte er wieder für zwei Jahre bei FK Vinča. Im Jahre 1998 verpflichtete ihm der FK Čukarički Stankom, wo er bis 2001 für den Klub spielte. Anfang 2001 nahm ihn Dynamo Kiew unter Vertrag. Mit Kiew konnte der Innenverteidiger vier Mal die ukrainische Meisterschaft und drei Mal den ukrainischen Pokal gewinnen. Im Januar 2008 wurde der Serbe für ein halbes Jahr an PAOK Thessaloniki ausgeliehen und ein Jahr später wechselte er zu FK Partizan Belgrad.
Gavrančić war Teil der „Fantastischen Vier“ des serbisch-montenegrinischen Nationalteams neben Ivica Dragutinović, Nemanja Vidić und Mladen Krstajić. Die vier Abwehrspieler stellten einen neuen Rekord auf: sie kassierten in den 10 Qualifikationsspielen zur WM 2006 nur ein Gegentor gegen Spanien. Bei der WM selbst lief es für Serbien-Montenegro jedoch überhaupt nicht, man war das schlechteste Team dieser WM und flog in der Gruppenphase mit einem Torverhältnis von 2:10 raus. Gavrančić nahm an allen drei Spielen teil und spielte seither nicht mehr für die Nationalmannschaft.

## Erfolge
- Ukrainischer Meister: 2001, 2003, 2004, 2007
- Ukrainischer Pokal: 2003, 2005, 2006, 2007
- Ukrainischer Superpokal: 2004, 2006, 2007
- GUS-Pokal: 2002
- Teilnahme an einer WM: 2006 (3 Einsätze)